# Lipno (Cuiavia-Pomerania)
Lipno (in tedesco Leipe) è una città polacca del distretto di Lipno nel voivodato della Cuiavia-Pomerania.
Ricopre una superficie di 10,99 km² e nel 2007 contava 14884 abitanti.